# 章闇然 (溫江)
章闇然（？—？），四川成都府溫江縣籍，潼川州安岳縣茗山人，清朝政治人物。
康熙二十二年（1683年）癸亥補行辛酉科四川鄉試舉人，歷任眉州學正、瀘州直隸州九姓長官司教授、陝西扶風縣知縣、江南潁上縣知縣。